# Чжу Сяолинь
Чжу Сяолинь (род. 20 февраля 1984, Сюянь-Маньчжурский автономный уезд) — китайская легкоатлетка, которая специализируется в марафоне. Заняла 4-е место на Олимпиаде 2008 года с результатом 2:27.16. В 2010 году заняла 8-е место на чемпионате мира по полумарафону с результатом 1:11.01. Серебряная призёрка Азиатских игр 2010 года. Заняла 6-е место на чемпионате мира 2011 года в Тэгу. На олимпийских играх 2012 года финишировала на 6-м месте, показав время 2:24.48.

## Достижения
- 2002:  Даляньский марафон — 2:42.56
- 2005:  Даляньский марафон — 2:36.04
- 2006:  Даляньский марафон — 2:45.57
- 2006:  Сямыньский марафон — 2:28.27
- 2007:  Сямыньский марафон — 2:26.08
- 2010:  Роттердамский марафон — 2:29.42